# Diastylis laevis
Diastylis laevis is een zeekomma uit de familie Diastylidae.

## Kenmerken
D. laevis is een zeekomma met typische kommavorm, die tot 11 mm lang wordt. De carapax bezit een voorwaarts gericht, scherp uitlopend pseudorostrum. Het dorsaal gelegen oog is goed ontwikkeld. Het vrouwtje bezit een vrij gladde carapax voorzien van enkele verspreide haren. De postero-laterale hoeken van het vijfde pereoniet zijn kort maar duidelijk puntig. Het mannetje draagt—zoals de meeste soorten van de familie Diastylidae—twee paar kleine pleopoden (zwempootjes). De basis van de eerste pereopode is korter dan de overige segmenten samen en de propodus is ongeveer tweemaal de lengte van de dactylus. Het telson is slechts iets korter dan de steeltjes van de uropoden en bezit een vernauwd postanaal deel waarop 7 tot 8 paar laterale en één paar terminale stekels staan.

## Ecologie
Ze komen voor in modderige en modderig-zandige substraten, vanaf 10 m tot op een diepte van 3000 m, doch meestal op het continentaal plat. De meerderheid van de zeekommasoorten in de gematigde ondiepe wateren leven waarschijnlijk slechts een jaar of minder en planten zich tweemaal per jaar voort. Ze voeden zich met micro-organismen en organisch materiaal uit bodemafzettingen.

Men treft D. laevis aan van in het Skagerrak tot in de wateren van Ivoorkust maar niet in de Middellandse Zee.